# لامرد
لامرد هي مدينة الساحلی إيرانية في محافظة فارس وهي مركز مقاطعة لامرد. عدد سكانها حوالي 90,000 نسمة غالبيتهم من الفرس وتعتنق الغالبيَّة العُظمى من سُكَّانها الإسلام دينًا، على المذهب الشيعي الإثنا عشري.
تحتوي المدينة على العديد من حقول الغاز الطبيعي ومصانع الألمنيوم، الاسمنت، جص و... .لامرد أصبحت منطقه الصنعتیه.

## المناخ
يظهر الجدول التالي التغييرات المناخية على مدار السنة للامرد:
| البيانات المناخية لـلامرد         | البيانات المناخية لـلامرد | البيانات المناخية لـلامرد | البيانات المناخية لـلامرد | البيانات المناخية لـلامرد | البيانات المناخية لـلامرد | البيانات المناخية لـلامرد | البيانات المناخية لـلامرد | البيانات المناخية لـلامرد | البيانات المناخية لـلامرد | البيانات المناخية لـلامرد | البيانات المناخية لـلامرد | البيانات المناخية لـلامرد | البيانات المناخية لـلامرد |
| الشهر                             | يناير                     | فبراير                    | مارس                      | أبريل                     | مايو                      | يونيو                     | يوليو                     | أغسطس                     | سبتمبر                    | أكتوبر                    | نوفمبر                    | ديسمبر                    | المعدل السنوي             |
| --------------------------------- | ------------------------- | ------------------------- | ------------------------- | ------------------------- | ------------------------- | ------------------------- | ------------------------- | ------------------------- | ------------------------- | ------------------------- | ------------------------- | ------------------------- | ------------------------- |
| متوسط درجة الحرارة الكبرى °م (°ف) | 19.8 (67.6)               | 20.4 (68.7)               | 24.5 (76.1)               | 27.7 (81.9)               | 32.8 (91.0)               | 35.8 (96.4)               | 37.4 (99.3)               | 37.1 (98.8)               | 35.6 (96.1)               | 32.9 (91.2)               | 27.3 (81.1)               | 22.3 (72.1)               | 29.5 (85.0)               |
| المتوسط اليومي °م (°ف)            | 14.6 (58.3)               | 15.4 (59.7)               | 18.9 (66.0)               | 22.0 (71.6)               | 26.5 (79.7)               | 29.7 (85.5)               | 32.0 (89.6)               | 31.8 (89.2)               | 29.8 (85.6)               | 26.9 (80.4)               | 21.4 (70.5)               | 17.0 (62.6)               | 23.8 (74.9)               |
| متوسط درجة الحرارة الصغرى °م (°ف) | 9.4 (48.9)                | 10.4 (50.7)               | 13.3 (55.9)               | 16.3 (61.3)               | 20.3 (68.5)               | 23.6 (74.5)               | 26.6 (79.9)               | 26.5 (79.7)               | 24.1 (75.4)               | 21.0 (69.8)               | 15.6 (60.1)               | 11.7 (53.1)               | 18.2 (64.8)               |
| الهطول مم (إنش)                   | 39 (1.5)                  | 43 (1.7)                  | 15 (0.6)                  | 10 (0.4)                  | 0 (0)                     | 0 (0)                     | 0 (0)                     | 0 (0)                     | 0 (0)                     | 2 (0.1)                   | 13 (0.5)                  | 36 (1.4)                  | 158 (6.2)                 |
| المصدر: Climate-data.org          |                           |                           |                           |                           |                           |                           |                           |                           |                           |                           |                           |                           |                           |

## مشاهیر
- محمود علوي (هو رئیس الاستخبارات الإیرانیة)
- موسی موسوي (عضو فی البارلمان الایراني)

## أعلام
- أحمد أكبربور
- محمود علوي